# Рамстедт, Эва
Эва Рамстедт (швед. Eva Ramstedt, 15 сентября 1879 — 11 сентября 1974) — шведский физик.

## Биография
Эва Рамстедт родилась с Стокгольме в 1879 г. в семье Юхана Рамстедта и Хенрики Торен. Она училась в Уппсальском университете, где в 1904 г. она стала бакалавром, в 1908 г. — лиценциатом, а в 1910 г. — доктором философии. Затем в 1910—1911 гг. она продолжила обучение в Сорбонне, где она училась у Марии Кюри, ставшей в 1911 г. Нобелевским лауреатом по химии.
В 1913—1914 гг. Эва Рамстедт была доцентом по физической химии, в период 1915—1932 гг. — доцентом по радиологии в Стокгольмском университете. В 1919—1945 гг. она читала лекции по математике и физике и работала в лаборатории физики.
В 1920 г. она стала вице-директором Стокгольмской городской технической школы (швед. Stockholms hushållstekniska mellanskola), а в 1930—1939 гг. — директором. В 1921—1937 гг. она была секретарём женской организации Sällskapet Nya Idun, в 1922—1930 вице-председателем женской ассоциации (швед. Akademiskt bildade kvinnors förening), с 1920 г. — председателем её международного комитета. В 1944 году она была членом Государственного Совета по студенческому кредиту.
В 1942 г. она была награждена шведской золотой медалью Иллис кворум 8-го разряда. Скончалась в 1974 г. и была похоронена в Стокгольме.

## Работы
- Radium och radioaktiva processer (1917)
- Marie Curie och radium (1932)